# Byasa latreillei
Byasa latreillei is een vlinder uit de familie van de pages (Papilionidae). De wetenschappelijke naam van de soort is voor het eerst geldig gepubliceerd in 1826 door Edward Donovan.